# وابستگی به باربیتورات‌ها
وابستگی به باربیتورات‌ها (انگلیسی: Barbiturate dependence) با استفاده منظم از باربیتورات ها ایجاد می‌شود که این به نوبه خود ممکن است منجر به نیاز به افزایش دوز دارو برای به دست آوردن اثر دارویی یا درمانی اصلی مورد نظر شود. استفاده از باربیتورات می‌تواند هم به اعتیاد و هم به وابستگی فیزیکی منجر شود، و به همین دلیل پتانسیل بالایی برای استفاده بیش از حد یا غیرپزشکی دارند، اما روی همه کاربران تأثیر نمی‌گذارد. مدیریت وابستگی به باربیتورات شامل در نظر گرفتن سن فرد مبتلا، بیماری‌های همراه و مسیرهای دارویی باربیتورات‌ها است.
اعتیاد روانی به باربیتورات‌ها می‌تواند به سرعت ایجاد شود. سپس بیماران تمایل شدیدی به مصرف هر داروی مشابه باربیتورات خواهند داشت. استفاده مزمن از باربیتورات ها منجر به تخریب متوسط شخصیت با محدود شدن علایق، انفعال و از دست دادن اراده می‌شود. علائم جسمانی شامل کم‌خونی، مشکلات در بیان، ضعیف شدن رفلکس‌ها و آتاکسی است.